# Casa Potxó
La Casa Potxó és un edifici de Tremp (Pallars Jussà) protegit com a Bé Cultural d'Interès Local.

## Descripció
La Casa Potxó és un habitatge plurifamiliar ubicat en el centre del nucli de Tremp. Edifici en xamfrà que presenta quatre nivells d'alçada, planta baixa i tres pisos. Es caracteritza per la disposició simètrica de les obertures així com per la bicromia, que ve marcada per la diferència de color entre la façana, les finestres emmarcades i les faixes verticals estriades que delimiten els diferents frontis, característiques pròpies de l'arquitectura domèstica de la primera meitat del segle xx. De la mateixa manera es diferencia en el coronament, on s'obren unes petites finestres de ventilació i les mènsules del ràfec.